# ألبين مارتن
ألبين مارتن (بالإنجليزية: Albin Martin)‏ هو فلاح ورسام وسياسي نيوزلندي، ولد في 1813، وتوفي في 7 أغسطس 1888.